# Брайко Хаджигенов
Поп Брайко Хаджигенов, цитиран и като Брайко Георгиев, Брайко Хаджигенович, Брайко Г. Попович, Брайко Хаджигеоргиев, Брайко Г. Попов, е български просветител, живял в Карлово през XIX век. Той е учител на Васил Левски и Никола Бацаров, ратник за женско образование, председател на първата обществена библиотека в Карлово, нумизматик, събирач на гатанки и пословици, основоположник на българската фолклористика.
Роден е през 1814 г. в Карлово в семейството на хаджи Гено Попатанасов и Ана Хаджигенова, като негови братя и сестри са Димитър Хаджигенов, Тачо Хаджигенов, Атанас Хаджигенов, Лала Хаджигенова и Нона Хаджигенова. Жени се за Анна Николова, с която са родители на Георги Брайков, Стефана Атанасова, Никола Попбрайков, Христо Брайков и Елена Фъргова. Между 1840 и 1857 Брайко служи като учител в Карлово и в Калофер, където пръв въвежда взаимоспомагателната метода. През периода 1857 – 1865 Брайко Хаджигенов е свещеник в Карлово, а от 20 септември 1865 е архиерейски наместник на Българската екзархия в същия град.
Умира на 20 октомври 1865 г. в Карлово.

## Памет
Домът на Хаджигенов в Карлово е реставриран и достъпен за посещения.

## Допълнително четиво
- Дора Димитрова, „Брайко Хаджигенов“, Институт за етнология и фолклористика с Етнографски музей при БАН